# Подручна фудбалска лига Суботица
Подручна лига Суботица је једна од 31 Окружних лига у фудбалу. Окружне лиге су пети ниво лигашких фудбалских такмичења у Србији. Виши степен такмичења је Војвођанска лига Север, a нижи Потиска међуопштинска лига, Међуопштинска лига Бачка Топола-Мали Иђош-Врбас-Бечеј-Србобран и Градска лига Суботица. Лига је основана 2007. године и тренутно броји 16 клубова.

## Клубови у сезони 2020/21
| Клуб          | Место            | Општина/Град         |
| ------------- | ---------------- | -------------------- |
| Ада           | Ада              | Општина Ада          |
| Будућност     | Савино Село      | Општина Врбас        |
| Виноградар    | Хајдуково        | Град Суботица        |
| Ђурђин        | Ђурђин           | Град Суботица        |
| Еђшег         | Мали Иђош        | Општина Мали Иђош    |
| Искра         | Куцура           | Општина Врбас        |
| Напредак      | Надаљ            | Општина Србобран     |
| Обилић        | Змајево          | Општина Врбас        |
| Препород      | Нови Жедник      | Град Суботица        |
| Пролетер (Њ)  | Његошево         | Општина Бачка Топола |
| Пролетер (РС) | Равно Село       | Општина Врбас        |
| Раднички      | Бајмок           | Град Суботица        |
| Раднички      | Торњош           | Општина Сента        |
| Сента         | Сента            | Општина Сента        |
| Слога         | Остојичево       | Општина Чока         |
| Сутјеска      | Бачко Добро Поље | Општина Врбас        |

## Победници првенстава
| Сезона   | Бр. клуб. | Првак            | Бодови | Другопласирани        | Бодови |
| 2019/20. | 16        | Његош, Ловћенац  | 40     | Србобран, Србобран    | 31     |
| 2020/21. | 16        | ФК Сента, Сента  | 76     | Препород, Нови Жедник | 59     |
| 2021/22. | 16        | ОФК Врбас, Врбас | 74     | Обилић, Змајево       | 68     |